# Gaedel Glas
Gaedel Glas är i den skotiska och iriska mytologin den av deras förfäder som urskiljer ett språk från de redan befintliga tjugotvå och skapar iriskan.
Hans berättelse finns i Lebor Gabála Érenn, där han uppges vara son till Scota, en dotter till en farao. Modern gav enligt legenden namn åt skoterna och Skottland, och han själv åt gaelerna och gaeliska språket.